# Première bataille de Tchataldja
 (signalé en mai 2025).
Si vous disposez d'ouvrages ou d'articles de référence ou si vous connaissez des sites web de qualité traitant du thème abordé ici, merci de compléter l'article en donnant les références utiles à sa vérifiabilité et en les liant à la section « Notes et références ».
- Archive Wikiwix
- Bing
- Cairn
- DuckDuckGo
- E. Universalis
- Gallica
- Google
- G. Books
- G. News
- G. Scholar
- Persée
- Qwant
- (zh) Baidu
- (ru) Yandex
- (wd) trouver des œuvres sur Wikidata

Première guerre balkanique
La première bataille de Tchataldja s'est déroulée durant la première guerre balkanique, les 17 novembre 1912 et 18 novembre 1912.  Elle a été l'une des batailles les plus lourdes des guerres balkaniques. L'armée bulgare, commandée par le lieutenant-général Radko Dimitriev a tenté de franchir la ligne défensive de de Tchataldja, pour atteindre Constantinople, capitale de l'Empire ottoman. Après avoir subi de lourdes pertes, elle a été contrainte d'abandonner son avancée vers Constantinople. Elle fut le succès militaire le plus important de l'Empire ottoman au cours de la première guerre balkanique et la première défaite majeure de l'armée bulgare depuis la restauration de l'l'autonomie de la Bulgarie.

## Le contexte de la bataille
Le royaume de Bulgarie déclare la guerre à l'Empire ottoman le 17 octobre 1912. Après la défaite des forces ottomanes en Thrace orientale lors de la bataille de Lule-Burgas le 2 novembre 1912, le commandement bulgare n'a pas réussi à poursuivre rapidement l'ennemi désorganisé. Cela a permis aux unités ottomanes de se retirer vers la position fortifiée de Tchataldja qui protégeait les abords nord-ouest de Constantinople, capitale de l'Empire ottoman. Cette ligne était située dans la partie la plus étroite de l'isthme reliant Constantinople à la Thrace orientale, sur une longueur d'environ 28 km entre les lacs Terkos et Buyuktchékmédjé. Ils ont été réorganisés en armée Tchataldja, comprenant les premier, deuxième et troisième corps Nizam et les premier, deuxième et troisième corps Redif. Leur nombre total était d'environ 190 000 hommes équipés de 350 canons.
La première armée bulgare, commandée par le lieutenant-général Vassil Koutintchev, et la Troisième armée, commandée par le lieutenant-général Radko Dimitriev, ont également été réorganisées après la bataille de Lule-Burgas. Le nombre total de troupes bulgares est d'environ 118 000 personnes, disposant de 350 canons.
Le front, relativement étroit, a contraint les deux camps à laisser une partie importante de leurs forces en réserve, en seconde ligne. Le commandement ottoman a déployé, sur la ligne de front, les corps du général Nizam, les trois corps Rédif restant en réserve à environ 8 km derrière le front. Du côté bulgare, les quatrième et cinquième divisions, qui ont subi les plus grandes pertes lors des batailles de Lule-Burgas et de Lozengrad, sont laissées en deuxième ligne.

## Le déroulement de la bataille
Les premières unités bulgares atteignirent la position de Tchataldja le 12 novembre et commencèrent immédiatement les préparatifs d'une attaque. Le commandement bulgare prévoyait de porter le coup principal sur le flanc est, avec un coup secondaire dans la partie centrale du front, afin de déchirer la ligne de défense ottomane et d'obliger l'ennemi à se replier vers la mer de Marmara.
L'attaque commença sur tout le front le 17 novembre 1912. Au début, la brume matinale a favorisé l'avancée des première et sixième divisions bulgares mais, lorsqu'elle s'est levée, elles ont essuyé un feu nourri. La première division fut contrainte d'arrêter son avancée alors que la sixième division réussit à capturer la fortification d'Otluktabiya avec beaucoup de difficulté. Tard dans la soirée, sur le flanc gauche bulgare, le vingt-neuvième régiment d'infanterie Yambol de la troisième division parvient à s'emparer de la fortification d'Ileritabia. Le commandement bulgare n'a jamais eu connaissance de ce succès et le lendemain matin, la fortification a été la cible de tirs de l'artillerie ottomane et bulgare. Le 18 novembre vers midi, la fortification d'Illeritabia fut abandonnée en laissant de lourdes pertes. Tout au long de la journée, les forces ottomanes ont contre-attaqué sur tout le front. Les forces bulgares subissant de lourdes pertes, leur commandement ordonna la retraite vers les positions initiales.

## Les suites de la bataille
La défaite lors de la première bataille de Tchataldja a éliminé la possibilité de conclure rapidement une paix favorable à la Bulgarie. L'armée bulgare perdit l'initiative des opérations militaires du fait des pertes subies (1 480 tués, 1 400 disparus, 13 000 blessés) et de l'épidémie de choléra qui débuta au même moment et qui coûta la vie à 1 600 autres combattants. Ces pertes s'ajoutaient aux pertes importantes déjà subies depuis le début de la guerre. Dans le même temps, l'armée ottomane se réorganisa et durcit sa discipline. Deux semaines après la bataille, une trêve fut conclue, qui dura deux mois. Les combats dans la région de Chatalja se poursuivirent jusqu'en mai 1913.
L'attaque bulgare sur la ligne de défense de Tchataldja a été fortement critiquée par la suite car elle n'était pas justifiée d'un point de vue militaire et politique. Elle visait, principalement, un objectif de propagande avec l'image de l'armée bulgare arrivant à Constantinople. La capture et l'occupation de la ville auraient été très difficiles à réaliser du fait du rapport des forces en présence, de la difficulté de prendre et contrôler une grande ville et les grandes puissances s'y seraient catégoriquement opposées. L'opération a été lancée à la hâte, ignorant le principe militaire selon lequel les positions fortifiées ne pouvaient être attaquées que lorsqu'elles étaient nettement inférieures en nombre ou neutralisées. La concentration de forces nécessaire pour percer la défense la ligne de défense n'était pas assurée, les renseignements, le soutien de l'artillerie et la coordination entre les unités en progression étaient insuffisants. Enfin, les réserves bulgares sont restées loin du champ de bataille et n'ont pas pris part à la bataille. Le succès ottoman a été attribué à la décision de Nazım Pacha, le commandant ottoman, d'abandonner les tactiques offensives qui avaient conduit aux défaites de Lozengrad et de Bunarhisar et de s'appuyer sur une défense en profondeur avec un commandement d'artillerie amélioré et centralisé.

## Galerie

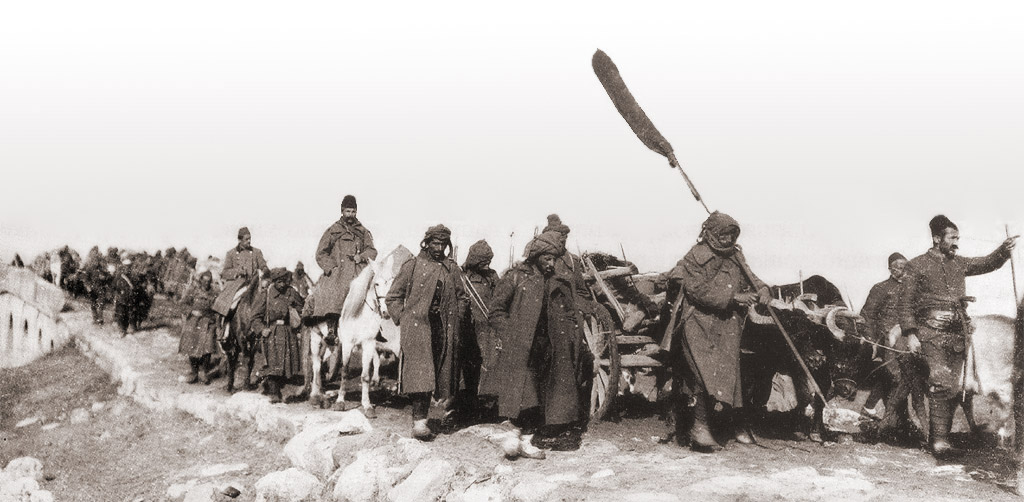
Retraite de l'armée ottomane de Lüleburgaz vers Tchataldja
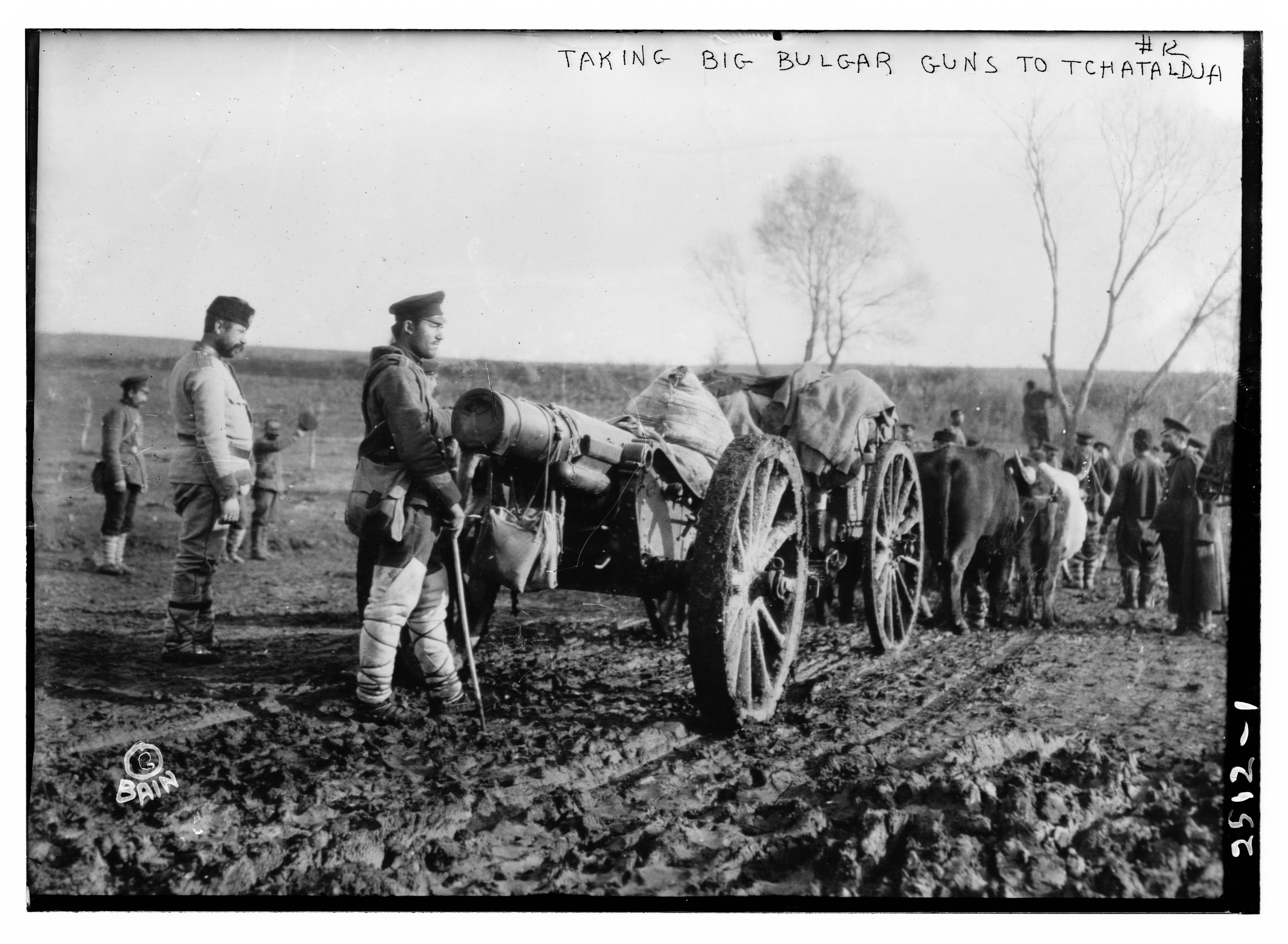
Transport de canons lours bulgares vers Tchataldja
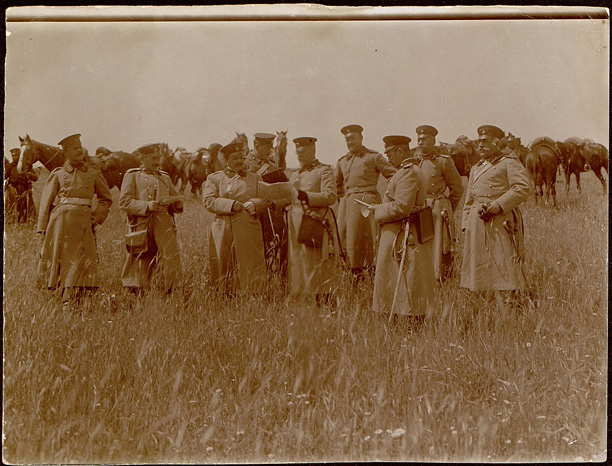
général Radko Dimitriev lors de la première bataille de Tchataldja
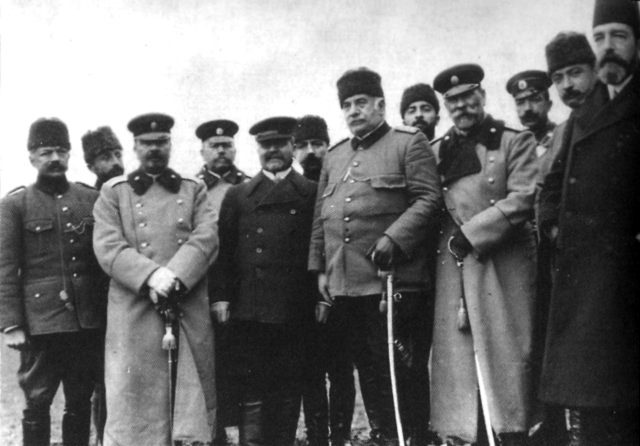
Les négociateurs lors de la signature de l'accord d'armistice de Tchataldja